# Tilo Prückner
Tilo Prückner (Augsburg, 1940. október 26. – Berlin, 2020. július 2.) német színész.

## Fontosabb filmjei
Mozifilmek
- Wilder Reiter GmbH (1967)
- Einer von uns beiden (1974)
- John Glückstadt (1975)
- Familienglück (1975)
- Berlinge (1975)
- Csillagkőudvar – bármi áron (Sternsteinhof) (1976)
- Grete Minde (1977)
- Der Mann im Schilf (1978)
- Lena Rais (1979)
- Hamburgi betegség (Die Hamburger Krankheit) (1979)
- Der Willi-Busch-Report (1979)
- Die Kinder aus Nr. 67 (1980)
- Der Schnüffler (1983)
- Kassensturz (1983)
- Didi - Der Doppelgänger (1984)
- A Végtelen Történet (Die unendliche Geschichte) (1984)
- Férfi minden hangnemben (Ein Mann für jede Tonart) (1993)
- Az örökösök (Die Siebtelbauern) (1998)
- Pénzhamisítók (Die Fälscher) (2007)
- A portugál csel (Mein Freund aus Faro) (2008)
- Whisky és vodka (Whisky mit Wodka) (2009)
- Iron Sky: Támad a Hold (Iron Sky) (2012)
- A menedék (Ostwind) (2013)
- A menedék 2. (Ostwind 2) (2015)
- A menedék 3: Indulás Orába (Ostwind 3: Aufbruch nach Ora) (2017)
- Menedék 4: Ari érkezése (Ostwind: Aris Ankunft) (2019)

Tv-filmek
- Kemény sorsok (Der harte Handel) (1978)
- Liszt Ferenc (1982)
- A heroin útja (Traffik) (1989)
- Papa, kiszabadítalak! (Papa, ich hol' dich raus) (1998)
- Egyszer fent, egyszer lent (Ganz unten, ganz oben) (1999)
- Comeback – Freddy Baker visszatérése (Comeback für Freddy Baker) (1999)
- Az Omega hadművelet (Aeon - Countdown im All) (2000)
- Milliomos reggelire (Ein Millionär zum Frühstück) (2001)
- A Pamír tragédiája (Der Untergang der Pamir) (2006)

Tv-sorozatok
- SOKO München (1978–2014, 12 epizódban)
- Krimileckék (Die Krimistunde) (1982–1987, három epizódban)
- Két férfi, egy eset (Ein Fall für zwei) (1986–2013, kilenc epizódban)
- Úton (Auf Achse) (1987, két epizódban)
- Frankenstein nagynénje (Teta) (1987, hat epizódban)
- Berlini ügyvéd (Liebling Kreuzberg) (1988, egy epizódban)
- A nyomozó (Der Fahnder) (1988–1997, négy epizódban)
- Tetthely (Tatort) (1992–2015, 23 epizódban)
- Három a doktor (Freunde fürs Leben) (1993, egy epizódban)
- Adelheid und ihre Mörder (1993–1999, 26 epizódban)
- A felügyelőnő (Die Kommissarin) (1994, egy epizódban)
- A rendőrség száma 110 (Polizeiruf 110) (1997, egy epizódban)
- Légizsaruk (HeliCops - Einsatz über Berlin) (1998, 2001, két epizódban)
- A Bohóc (Der Clown) (1999, egy epizódban)
- Állatklinika (Tierarzt Dr. Engel) (2000, egy epizódban)
- Kommissarin Lucas (2003–2020, 30 epizódban)
- Nyomozás Velencében (Donna Leon) (2004, 2014, két epizódban)
- 4 összeesküvő és egy temetés (Vier Frauen und ein Todesfall) (2005, egy epizódban)
- Se füle, se farka, avagy a meseírók beájulnak (Die ProSieben Märchenstunde) (2007, egy epizódban)
- Helyszíni szemle (Post Mortem) (2008, egy epizódban)
- Az Öreg (Der Alte) (2009–2015, három epizódban)
- A vidéki doktor (Der Landarzt) (2012, egy epizódban)
- Te szent ég! (Um Himmels Willen) (2013, egy epizódban)
- Nálatok laknak állatok? (Tiere bis unters Dach) (2014, egy epizódban)
- Rentnercops: Jeder Tag zählt! (2015–2020, 56 epizódban)